# 3807 Pagels
A 3807 Pagels (ideiglenes jelöléssel 1981 SE1) a Naprendszer kisbolygóövében található aszteroida. Brian A. Skiff és Norman G. Thomas fedezte fel 1981. szeptember 26-án.